# Paula Müller-Otfried

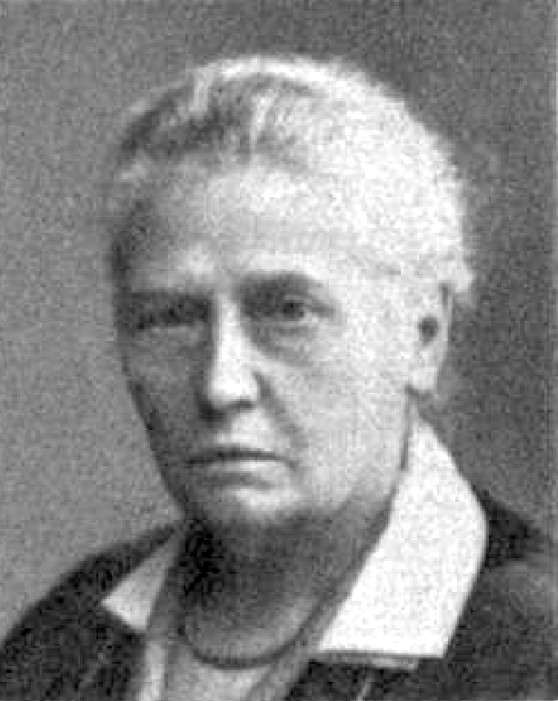
Paula Müller-Otfried

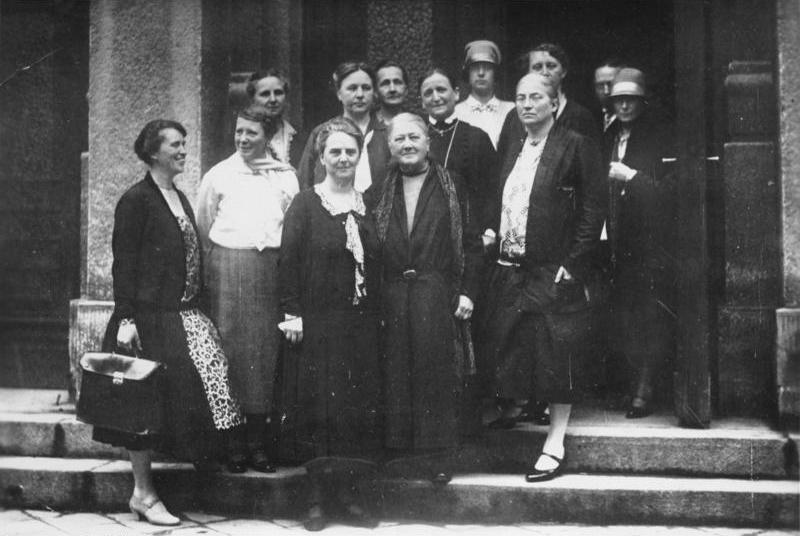
Auf einem DNVP-Parteitag in Königsberg, von links: Elsa Hielscher-Panten, Else von Sperber, Annagrete Lehmann, dahinter Magdalene von Tiling, Margarete Behm, dahinter Therese Deutsch, Helene Freifrau von Watter, Paula Müller-Otfried, dahinter Ulrike Scheidel

Paula Müller-Otfried, getauft als Pauline Sophie Christiane Mueller (* 7. Juni 1865 in Hoya; † 8. Januar 1946 in Einbeck) war eine führende deutsche Frauenrechtlerin, Politikerin und Pionierin der Sozialen Arbeit. Sie wurde bekannt als Mitbegründerin des Deutsch-Evangelischen Frauenbundes, dessen erste Vorsitzende sie war und den sie drei Jahrzehnte nachhaltig prägte. Ihr Wirken bestand vordergründig im rechten Flügel der bürgerlichen, christlichen Frauenbewegung.

## Leben

### Kindheit und Jugend
Paula Mueller wuchs in einem bürgerlichen, geistig aufgeschlossenen Elternhaus auf. Sie erhielt von ihrem Vater Karl Hugo Müller, der in der Stadt Hannover ab 1895 als Landesdirektor der seinerzeit preußischen Provinz Hannover wirkte, eine breite wissenschaftliche und künstlerische Ausbildung. Wie viele andere gut-bürgerliche Mädchen damals auch wurde sie von ihren Eltern auf eine evangelisch-lutherische Höhere Töchterschule und anschließend in ein Pensionat ins Ausland geschickt. Verschiedene Bildungsreisen führten sie in ihrer Jugend auch nach Griechenland und Italien. Bereits als Kind kam sie in Kontakt mit den Nöten der arbeitenden Klassen, da sie ihre Mutter häufig auf den Gängen in die Wohnungen der Armen begleitete. Ihr Vater vermittelte ihr darüber hinaus die Zusammenhänge zwischen der wirtschaftlichen Entwicklung und den sozialen Problemen der Industriegesellschaft.

### Konfessionelle Frauenbewegung und Soziale Arbeit
Seit 1893 arbeitete Paula Mueller in der christlichen Armenpflege. Besonders der Kampf gegen die Prostitution mit ihren vielfältigen einhergehenden sozialen Problemen wurde ihr ein persönliches Anliegen. Mit der zunehmenden Vertiefung in die Problematik der sogenannten Frauenfrage wandte sie sich nach längerem Zögern schließlich der Frauenbewegung zu. Sie hatte zunächst lange Zeit an der Notwendigkeit einer solchen Bewegung gezweifelt.
Zur Frauenfrage führte Paula Mueller 1904 aus:
„Die Erkenntnis, daß in unserer Zeit neben den Aufgaben christlicher Nächstenliebe noch ein großes, weites Arbeitsfeld für die Frauen brach liegt auf dem Gebiet sozialer Fürsorge. Daß […] große Notstände von ganzen Volksklassen und Berufsgenossen auch des weiblichen Geschlechts vorhanden sind. Daß die Erwerbsarbeit der Frau nicht mehr zu hindern ist, aber daß sie in geeignete Bahnen gelenkt werden sollte. Daß nicht nur die Frau des Volkes der Hülfe und Unterstützung bedarf, sondern daß die Lage der gebildeten Frau, die sich darauf angewiesen sieht, ihren Lebensunterhalt durch eigene Kraft zu beschaffen, eine verzweifelte ist.“
1899 übernahm sie den Vorsitz der Ortsgruppe Hannover des kurz zuvor auf dem Evangelischen Kirchentag in Kassel gegründeten Deutsch-Evangelischen Frauenbund (DEF). Ab 1901 war Paula Mueller die erste Vorsitzende des Bundes, woraufhin die Geschäftsführung des DEF von Kassel nach Hannover verlegt wurde, wo sie bis heute ihren Sitz hat. In ihrer Funktion als Vorsitzende, die sie bis 1934 ausübte, engagierte sie sich in verschiedenen (v. a. frauenbezogenen) Bereichen der Sozialarbeit, v. a. in der Sittlichkeitsbewegung, und setzte sich darüber hinaus für das kirchliche Wahlrecht der Frau ein, welches 1903 gewährt wurde. Das politische Frauenwahlrecht wurde von ihr und dem DEF allerdings vehement abgelehnt. In ihrer Arbeit orientierte sie sich stark am Vorbild der von Johann Hinrich Wichern geforderten und vorgelebten evangelisch-lutherischen Tradition der tätigen Nächstenliebe. Viele Jahre stand sie in enger Verbindung zu den von ihm gegründeten Werken der Inneren Mission, u. a. gehörte sie lange Zeit dem Zentralausschuss der Inneren Mission an. Ihre enge Anbindung an die Arbeit der Inneren Mission trug sie auch in die christliche Frauenbewegung und in den DEF hinein, dessen Wirken sie als ergänzenden Zweig der großen diakonischen Arbeit der Inneren Mission verstand.
1902 wurde sie Mitglied einer Kommission zur Gewinnung und Ausbildung von Berufsarbeiterinnen der Inneren Mission. Ziel war es, jungen Frauen durch diese Ausbildung eine materielle Absicherung für die Zukunft zu verschaffen, sowie diese als geeignete Kräfte für die kirchliche soziale Arbeit zu gewinnen. Tätigkeitsfelder dieser Kräfte sollten Bereiche der Jugendpflege, Waisenhäuser, die Leitung von Mädchenheimen und Arbeit in der Stadtmission und Rettungsarbeit sein. Von 1904 bis 1932 war sie Herausgeberin der Evangelischen Frauenzeitung. Zusammen mit Adelheid von Bennigsen gründete sie 1905 das Christlich-Soziale Frauenseminar für Frauen und Mädchen gebildeter Stände in Hannover, welches später im Zuge der Hochschulreform zur Evangelischen Fachhochschule Hannover umbenannt wurde. Seit September 2007 wurde die Schule der Fachhochschule Hannover angegliedert. Die christlich-soziale Frauenschule war die erste Ausbildungsstätte für Berufsarbeiterinnen. Nach erfolgreichem Abschluss erhielten die jungen Frauen die staatliche Anerkennung und die Berufsbezeichnung „Wohlfahrtspflegerin“ bzw. „Sozialarbeiterin“. Paula Mueller lehrte dort auch als Dozentin. Ihre Lehrgebiete waren: Armenpflege – ihr Begriff, ihre Methode und ihre rechtlichen Bestimmungen und die Dienstbotenfrage und -organisation.
Im Jahr 1908 veröffentlichte sie ein Handbuch zur Frauenfrage sowie die Schrift Die 'neue Ethik' und ihre Gefahr. 1911 war Paula Mueller Mitbegründerin der Vereinigung Konservativer Frauen (VKF).
1921 unterstützte sie die evangelischen Wohlfahrtspflegerinnen bei der Gründung eines eignen, von anderen Berufsgruppen unabhängigen, Berufsverbands, den Verband der evangelischen Wohlfahrtspflegerinnen Deutschlands (VEW), der sich mittlerweile in Deutscher Berufsverband für Soziale Arbeit (DBSH) umbenannt hat und der größte Berufsverband für Sozialarbeiter und Sozialpädagogen in Deutschland ist. Darüber hinaus machte sie ihren Einfluss geltend in verschiedensten Verbänden und Organisationen, so wurde sie z. B. 1922 in den Vorstand des Evangelischen Bundes und des Deutschen Nationalkomitees zur Bekämpfung des Mädchenhandels gewählt. Ab 1928 arbeitete sie auch in der Deutschen Akademie für soziale und pädagogische Frauenarbeit in Berlin mit und fungierte außerdem als Vorstandsmitglied der Deutschen Gesellschaft zur Bekämpfung der Geschlechtskrankheiten, heute die Deutsche STI-Gesellschaft – Gesellschaft zur Förderung der Sexuellen Gesundheit.

### Erster Weltkrieg
Im Jahr 1914 wurde sie zur Vorsitzenden des Nationalen Frauendienstes in Hannover gewählt, der ein Zusammenschluss sämtlicher weiblicher, bürgerlicher wie proletarischer Hilfsorganisationen war und sich zum Ziel steckte, während des Krieges die sozialen Hilfen für die Bevölkerung zentral zu organisieren und damit zu einer erfolgreichen Kriegsführung beizutragen.
Zwischen 1916 und 1917 war sie Vorstandsmitglied des Bundes Deutscher Frauenvereine (BDF). 1917 trat ihr Verband jedoch aus dem BDF aus, da er nicht bereit war, sich an die allgemeine Forderung der Einführung des politischen Stimmrechts für die Frauen anzuschließen.

### Weimarer Republik und politisches Engagement
Nach 1918 war sie Mitglied bei der Landessynode. 1919 war sie Mitglied des ersten Deutschen Evangelischen Kirchentags in Dresden und nahm im selben Jahr an den Wahlen zur Weimarer Nationalversammlung teil. Paula Müller ergänzte im Zuge ihrer Kandidatur für den Reichstag ihren Familiennamen mit dem Vornamen ihres Großvaters, Carl Otfried Mueller, zu Paula Müller-Otfried und erhielt 1920 einen Sitz im Reichstag. Sie wurde zweimal wiedergewählt, sodass sie insgesamt bis 1932 als Reichstagsabgeordnete für die Deutschnationale Volkspartei (DNVP) tätig war. Im Reichstag war sie Mitglied des Strafrechtsausschusses. Darüber hinaus setzte sie sich vor allem für Kleinrentner sowie im Bereich bevölkerungs- und kulturpolitischer Fragestellungen ein. 1921 begründete Paula Müller-Otfried den Entwurf des Reichsjugendwohlfahrtsgesetzes (RJWG) mit, der von Agnes Neuhaus eingebracht und von den Frauen aller Fraktionen des Parlaments getragen wurde.
Von 1928 bis 1933 war sie Mitglied im Ausschuss zur Bearbeitung des Gesetzentwurfs über uneheliche Kinder, der vom BDF eingebracht worden war.
Als Politikerin gelang es ihr, die Unterstützung der bürgerlich-rechten DNVP für den Deutsch-Evangelischen Frauenbund zu erwerben, was jedoch auch zu Spannungen innerhalb der Bewegung führte.

## Ehrungen
Paula Müller-Otfried erhielt zahlreiche Auszeichnungen, so u. a. die Rote Kreuz-Medaille und das Kriegsverdienstkreuz. 1930 wurde ihr die besondere Ehre zuteil für ihre Verdienste und ihr Lebenswerk mit dem theologischen Ehrendoktortitel durch die Georg-August-Universität Göttingen bedacht zu werden, was für eine Frau damals eine höchst seltene Auszeichnung darstellte.